# Monteverde (Kampanien)
Monteverde ist eine italienische Gemeinde mit 698 Einwohnern (Stand 31. Dezember 2023) in der Provinz Avellino in der Region Kampanien und ist Mitglied der Vereinigung I borghi più belli d’Italia (Die schönsten Orte Italiens). Die Gemeinde ist Teil der Bergkommune Comunità Montana Alta Irpinia und Namensgeber des Titularbistums Monteverde.

## Verkehr
Der Bahnhof Monteverde liegt einige Kilometer südlich des Ortes an der im Personenverkehr nicht mehr bedienten Bahnstrecke Avellino–Rocchetta Sant’Antonio.

## Geografie
Die Nachbargemeinden sind Aquilonia, Lacedonia und Melfi (PZ).